# Custard Records
Custard Records is een Amerikaans platenlabel dat popmuziek uitbrengt. Het label wordt geleid door ex-4 Non Blondes-zangeres en liedjesschrijfster Linda Perry en heeft een samenwerkingsverband met Atlantic Records, een sublabel van de Warner Music Group. Het label is vooral bekend als het platenlabel van de singer-songwriter James Blunt. Andere artiesten op het label zijn, naast Perry en Blunt,  Deep Dark Robot, Ben Jelen, Bigelf, Crash Kings, Little Fish, Reni Lane en Sierra Swan.